# 台湾共識
台湾共識（たいわん きょうしき、繁体字中国語：台灣共識、拼音：Táiwān gòngshí、白話字：Tâi-oân kiōng-sek）は、2011年8月に民主進歩党主席の蔡英文が作り出した台湾の政治用語で、これまで民主進歩党が台湾と中国大陸との間で交渉の基礎としてきた「九二共識」に代わるものである。

## 歴史
「台湾共識」は、2011年8月、民進党主席の蔡英文が『十年政綱』で「国家安全戦略編」と「両岸貿易発展編」と題して発表したときに用いられたのが始まりである。蔡英文は「台湾共識」の概念を通じて、2012年中華民国総統選挙で現役の中華民国総統であった馬英九の政治観に直接対抗したが、敗退した。

## 意味
蔡英文は、「九二共識」はあくまでも一つの中国政策とそれを維持したいという願望に基づくものだと考えている。民進党はさらに、「九二共識」に関する台湾人の「共通の認識」は存在しないとしている。民進党は、「九二共識」に代わる「台湾共識」（台湾人共通の認識）を立法と国民投票で成立させたいと考えている。この新しい「共識」が、中国との交渉の基礎となりうるからである。
蔡英文はさらに、台湾共識は「多数決で決める普通の問題ではない」、「普通の立法や公共の問題ではない」、「純粋に国内の問題ですらない」と述べている。台湾は境域的に中国大陸と統合しておらず、中国への方向性についての共通認識がないため、中華民国政府は中国との交渉の根拠がない。蔡英文は、民主的な手続きと立法院を通じて、「異なる政治的見解を持つ人々との共通点を見出すことができるのではないか」、「それこそが台湾共識の真の精神だ」と期待を寄せている。